# Associació d'Atletisme dels Petits Estats d'Europa

Bandera de l'equip AASSE (basada en documents oficials del Campionat d'Europa per equips de 2009 - 3a Lliga - Sarajevo

L'Associació d'Atletisme dels Petits Estats d'Europa (en anglès: Athletic Association of Small States of Europe, AASSE) és una associació esportiva d'atletisme que reuneix petits estats d'Europa, amb menys d'un milió d'habitants. Es va proposar al congrés de la IAAF el 1989 celebrat a Barcelona, i va ser fundada l'any 1994 al congrés de l'Associació Europea d'Atletisme a Venècia. Les Regles de la Constitució van ser signades pels representants d'Andorra, Xipre, Islàndia, Liechtenstein, Luxemburg, Malta i San Marino. Mònaco es va fer membre el 2000 i Montenegro el 2006.
Tots els estats elegibles són actualment membres, llevat de la Ciutat del Vaticà, que no participa en competicions esportives internacionals.

## Estats membres
|   | Estat         | Data            |
| - | ------------- | --------------- |
| 1 | Andorra       | Membre fundador |
| 2 | Xipre         | Membre fundador |
| 3 | Islàndia      | Membre fundador |
| 4 | Liechtenstein | Membre fundador |
| 5 | Luxemburg     | Membre fundador |
| 6 | Malta         | Membre fundador |
| 7 | Mònaco        | 2000            |
| 8 | Montenegro    | 2006            |
| 9 | San Marino    | Membre fundador |